# Erwin Baker

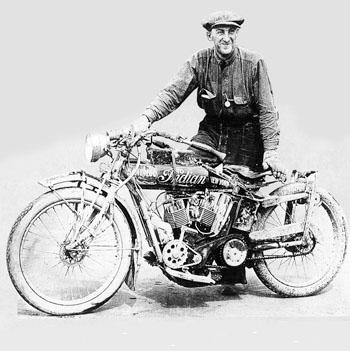
Erwin George Baker na zijn rit van kust naar kust in 1912

Erwin George (Cannonball) Baker (Dearborn County, Indiana, 12 maart 1882 – Indianapolis, 10 mei 1960) is een voormalig motor- en autocoureur uit de Verenigde Staten.

## Carrière
Baker, toen nog kortweg "Bake" genoemd, begon zijn carrière als vaudeville-artiest. In 1904 begon hij zich bezig te houden met motorraces nadat hij een dirttrack-wedstrijd had gewonnen in Crawfordsville (Indiana). In 1908 kocht hij een Indian-motorfiets waarmee hij in 1908 en 1909 al een aantal races won. In 1909 won hij de eerste race op de Indianapolis Motor Speedway, een motorrace.
Hij werd echter beroemd door zijn lange-afstandsritten van punt naar punt. Die reed hij voor motorfiets- en autofabrikanten om hun producten te promoten. In totaal behaalde hij 143 records in dergelijke ritten met een totale afstand van 890.000 km. Als het de bedoeling was een record te rijden liet hij zich alleen betalen als hij hierin daadwerkelijk geslaagd was (no record, no money).
In 1912 vertrok hij met een Indian-motorfiets vanaf de Indianapolis Motor Speedway en reed via Florida naar Cuba en Jamaica. Daar nam hij de stoomboot naar San Diego waar hij zich korte tijd vestigde. Hij reed een aantal betrouwbaarheidsritten in Californië en Arizona. Gedurende deze trip van 14.000 km in drie maanden kwam hij op het idee het "transcontinental record" van kust naar kust aan te vallen.
In 1914 reed hij met een Indian-motorfiets van San Diego naar New York in een recordtijd van 11 dagen, 12 uur en 10 minuten. Hij kreeg de bijnaam "Cannonball" toen een journalist in New York hem vergeleek met de beroemde "Cannonball train" van de Illinois Central Railroad.
In 1915 vestigde hij een record tussen Los Angeles en New York in een Stutz Bearcat in 11 dagen, 7 uur en 15 minuten en in 1916 met een Cadillac 8 Roadster van Los Angeles naar Times Square in 7 dagen, 11 uur en 52 minuten, samen met een journalist.
Nadat in 1916 de 1.000 cc Indian Powerplus verscheen, gebruikte Baker deze machine veelvuldig in races, terreinritten en Board track races.
In 1922 nam hij deel aan de Indianapolis 500 met een Frontenac, waarmee hij 11e werd. In de winter van 1924 reed hij met een standaard Gardner Sedan in 4 dagen, 14 uur en 15 minuten van kust naar kust. De auto maakte zoveel indruk op hem dat hij er zelf een kocht. In 1926 reed hij een geladen tweetonner van New York naar San Francisco in 5 dagen, 17 uur en 30 minuten. In 1928 versloeg hij de "most famous train in the world", de 20th Century Limited-trein van de New York Central Railroad van New York naar Chicago en in hetzelfde jaar won hij de Mount Washington Hillclimb-autorace met een Franklin-auto.
Zijn beroemdste record vestigde hij in 1933 toen hij een Graham-Paige Model 57 Blue Streak 8 in 53½ uur van New York naar Los Angeles reed. Dit record bleef bijna 40 jaar staan. Deze rit vormde de inspiratie voor de Cannonball Baker Sea-To-Shining-Sea Memorial Trophy Dash in de jaren zeventig. Deze rit werd ook wel “Cannonball Run” genoemd en vormde weer de basis voor de films “Cannonball” (1976), “The Gumball Rally” (1976), “The Cannonball Run” (1981) en “Cannonball Run II” (1984). In 1941 reed Baker een Crosley-auto door de Verenigde Staten over een afstand van 10.488 km om de betrouwbaarheid van de auto aan te tonen. Verder reed hij nog records met een Ford Model T, Chrysler Imperials, Marmons, Falcon-Knights, Columbia Tigers en andere modellen.
Hij werd de eerste commissaris van NASCAR en werd in 1998 postuum opgenomen in de American Motorcyclist Association Hall of Fame.

## Overlijden
Erwin G. Baker overleed aan een hartinfarct in het Community Hospital in Indianapolis op 10 mei 1960. Hij was toen 78 jaar oud. Hij werd begraven op de Crown Hill-begraafplaats.